# San Vicente Centenario
San Vicente Centenario est une municipalité du Honduras, située dans le département de Santa Bárbara. Elle comprend 1 villages et 9 hameaux. Elle est fondée en 1922.

## Source de la traduction
- (en) Cet article est partiellement ou en totalité issu de l’article de Wikipédia en anglais intitulé « San Vicente Centenario » (voir la liste des auteurs).